# Nida Senff
Dina Willemina Jacoba "Nida" Senff, född 3 april 1920 i Rotterdam, död 27 juni 1995 i Amstelveen, var en nederländsk simmare.
Senff blev olympisk guldmedaljör på 100 meter ryggsim vid sommarspelen 1936 i Berlin.